# Голландский смоусхонд
Голландский смоусхонд (нидерл. Hollandse smoushond) — порода охотничьих собак. За пределами Нидерландов известны очень мало.

## История породы
Происходит от немецких шнауцеров жёлтого окраса. Жили эти собаки в конюшнях, ловили в них крыс и мышей. Иные названия породы: голландский шнауцер, голландский крысолов, голландский гриффон, смаусхонд.

## Внешний вид
Череп слегка куполообразной формы. Лоб немного округлён. Переход ото лба к морде отчётливо выражен. Нос чёрный и широкий. Морда полная, с сильными, довольно короткими челюстями. Отношение между длиной черепа и длиной морды — 2:1. Глаза большие, округлой формы, тёмные, «очки» вокруг глаз тоже тёмные. Уши небольшие, тонкие, высоко поставлены, свисают вперёд вдоль щек. Губы тонкие и плотные, с чёрными уголками. Прикус предпочтительно ножницеобразный. Шея крепкая и мускулистая.
Спина широкая, мускулистая и прямая. Поясница слегка изогнута. Круп мускулистый. Грудь широкая, рёбра выпуклые. Живот слегка подтянут. Передние конечности прямые, расположены не слишком близко друг к другу. Лапы маленькие, круглые (кошачья лапа). Когти чёрного цвета. Задние конечности сильные и мускулистые. Лапы выглядят как передние. Хвост естественной длины или на 2/3 купированный. При естественной длине он должен быть относительно коротким, собака держит его весело.
Волосяной покров (псовина) на туловище длиной 4—7 см, шерсть грубая, слегка ворсистая, не волнистая, курчавая, подшёрсток достаточный. На голове шерсть короткая на черепе и длинная на щеках. Имеются усы, борода и длинные брови. На конечностях шерсть средней длины. Хвост пушистый, без очёсов. Окрас сплошной — желтовато-рыжий различных оттенков. Усы, борода и брови — более тёмные.

## Темперамент и поведение
Голландские смоусхонды — живые, активные и сильные собаки. Обладают приятным, уравновешенным и дружелюбным характером. Они прекрасно уживаются с другими собаками и кошками, а также с детьми. К посторонним людям относятся настороженно, но спокойно, без агрессии. С членами семьи чрезвычайно ласковы. Эти собаки — очаровательные и весёлые компаньоны, но при этом надёжные и бесстрашные сторожа и защитники.

## Содержание и уход
Не доставляют больших хлопот при содержании: их не надо слишком часто и подолгу выгуливать, и они могут прекрасно жить в городской квартире. Жесткую, косматую шерсть, которая не должна быть ни курчавой, ни волнистой, следует время от времени расчёсывать. Густой подшёрсток надежно защищает голландского смоусхонда от холодной и ненастной погоды.